# Барон Глендевон
Барон Глендевон из Мидхоупа в графстве Линлитгоу — наследственный титул в системе Пэрства Соединённого королевства. Он был создан 16 июля 1964 года для консервативного политика, лорда Джона Хоупа (1912—1996). Он был младшим сыном Виктора Хоупа, 2-го маркиза Линлитгоу (1887—1952). 
По состоянию на 2024 год носителем титула являлся его младший сын, Джонатан Чарльз Хоуп, 3-й барон Глендевон (род. 1952), который сменил своего старшего брата в 2009 году.

## Бароны Глендевон (1964)
- 1964—1996: Подполковник Джон Эдриан Луи Хоуп, 1-й барон Глендевон[англ.] (7 апреля 1912 — 18 января 1996), второй (младший) сын Виктора Александра Джона Хоупа, 2-го маркиза Линлитгоу (1887—1952). Депутат Палаты общин от Мидлотиана и Северного Пиблса (1945—1950) и Эдинбурга Пентленда (1950—1964), парламентский заместитель министра иностранных дел (1954—1956), заместитель министра по делам Содружества (1956—1957), парламентский заместитель министра по делам Шотландии (1957—1959), министр общественных работ (1959—1962);
- 1996—2009: Джулиан Джон Сомерсет Хоуп, 2-й барон Глендовен[англ.] (6 марта 1950 — 29 сентября 2009), старший сын предыдущего;
- 2009 — настоящее время: Джонатан Чарльз Хоуп, 3-й барон Глендевон (род. 23 апреля 1952), младший брат предыдущего.

Нет наследника титула.